# Stenohelia profunda
Stenohelia profunda är en nässeldjursart som beskrevs av Henry Nottidge Moseley 1881. Stenohelia profunda ingår i släktet Stenohelia och familjen Stylasteridae. Inga underarter finns listade i Catalogue of Life.